# Tab (Węgry)
Tab – miasto południowo-zachodnich Węgrzech w komitacie Somogy. Jest położone 175 km na południowy zachód od Budapesztu. Ludność: 4315 mieszkańców (styczeń 2011). Jego powierzchnia wynosi 25,86 km², a gęstość zaludnienia 166,86 mieszkańców na 1 km².

## Miasta partnerskie
- Dettenhausen
- Băile Tuşnad
- Szímő
- Pered